# Melton Mowbray
Melton Mowbray (ˈmɛltən 'moʊbri) ist eine Stadt mit rund 26.000 Einwohnern in der englischen Grafschaft Leicestershire, circa 15 Meilen (24 km) nordöstlich von Leicester und 18 Meilen (29 km) südöstlich von Nottingham.
Melton Mowbray ist bekannt für seine kulinarischen Spezialitäten, die Melton Mowbray Pork Pies und den Blue Stilton. Diese wurden bekannt gemacht durch die reichen Gäste, die im 19. und 20. Jahrhundert regelmäßig zu Fuchsjagden nach Melton Mowbray gekommen waren.
In Melton Mowbray befindet sich eine Tierfutterfabrik der Mars Incorporated. Dort wird das Katzenfutter Whiskas hergestellt.

## Persönlichkeiten
- Tebbs Lloyd Johnson (1900–1984), Geher
- James Edgar Johnson (1915–2001), Jagdflieger
- Bob Lee (* 1953), Fußballspieler
- Louise Doughty (* 1963), Romanautorin, Drehbuchautorin, Dramatikerin und Journalistin
- Adrian Scarborough (* 1968), Theater- und Filmschauspieler
- Alison Williamson (* 1971), Bogenschützin
- John Brooks (* 1990), Fußballschiedsrichter